# Mandarintuch

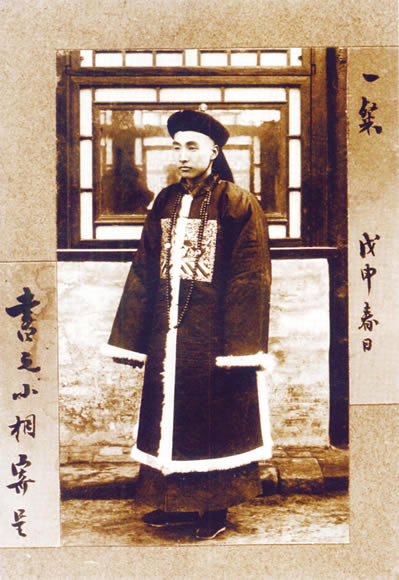
Foto eines Regierungsbeamten mit Mandarintuch auf der Brust (Qing-Dynastie).

Ein Mandarintuch oder Mandarin-Quadrat (chinesisch 補子 / 补子, Pinyin bŭzi, W.-G. putzŭ) war ein großes besticktes Tuch, das als Rangabzeichen auf dem Gewand von chinesischen Zivilbeamten und Militärgenerälen aufgenäht wurde. Die Stickereien bestanden aus farbigen Abbildungen von Tieren, die den jeweiligen Rang des Trägers anzeigten. Das Mandarintuch wurde in der Zeit zwischen der Ming-Dynastie (13. Jahrhundert) und dem Untergang der Qing-Dynastie 1911 verwendet.

## Ming-Dynastie
Mandarintücher wurden erstmals 1391 durch die Ming-Dynastie zum Tragen zugelassen. Die Verwendung von Tuchquadraten mit Abbildungen von Vögeln für Zivilbeamte und anderer Tiere für Militärbeamte ging offenbar aus der Nutzung ähnlicher Tücher für dekorative Zwecke in der Yuan-Dynastie hervor.
Ming-Adelige und -Beamte trugen ihre Rangabzeichen auf zugeschnittenen roten Roben, bei denen jeweils auf der Brust und dem Rücken die detailreichen Tücher aufgenäht waren.
Bei Roben wurde das vordere Mandarintuch mittig geteilt und die Hälften jeweils rechts und links aufgenäht, so dass sie zusammen wieder das vollständige Abzeichen ergaben. Die Ming-Statuten ließen sich nie über die Zahl der Vögel oder Tiere aus, die auf den Abzeichen zu sehen sein sollten. Meistens wurden zwei oder drei Tiere abgebildet. Typische Beispiele waren Vogelpaare im Flug.

## Qing-Dynastie

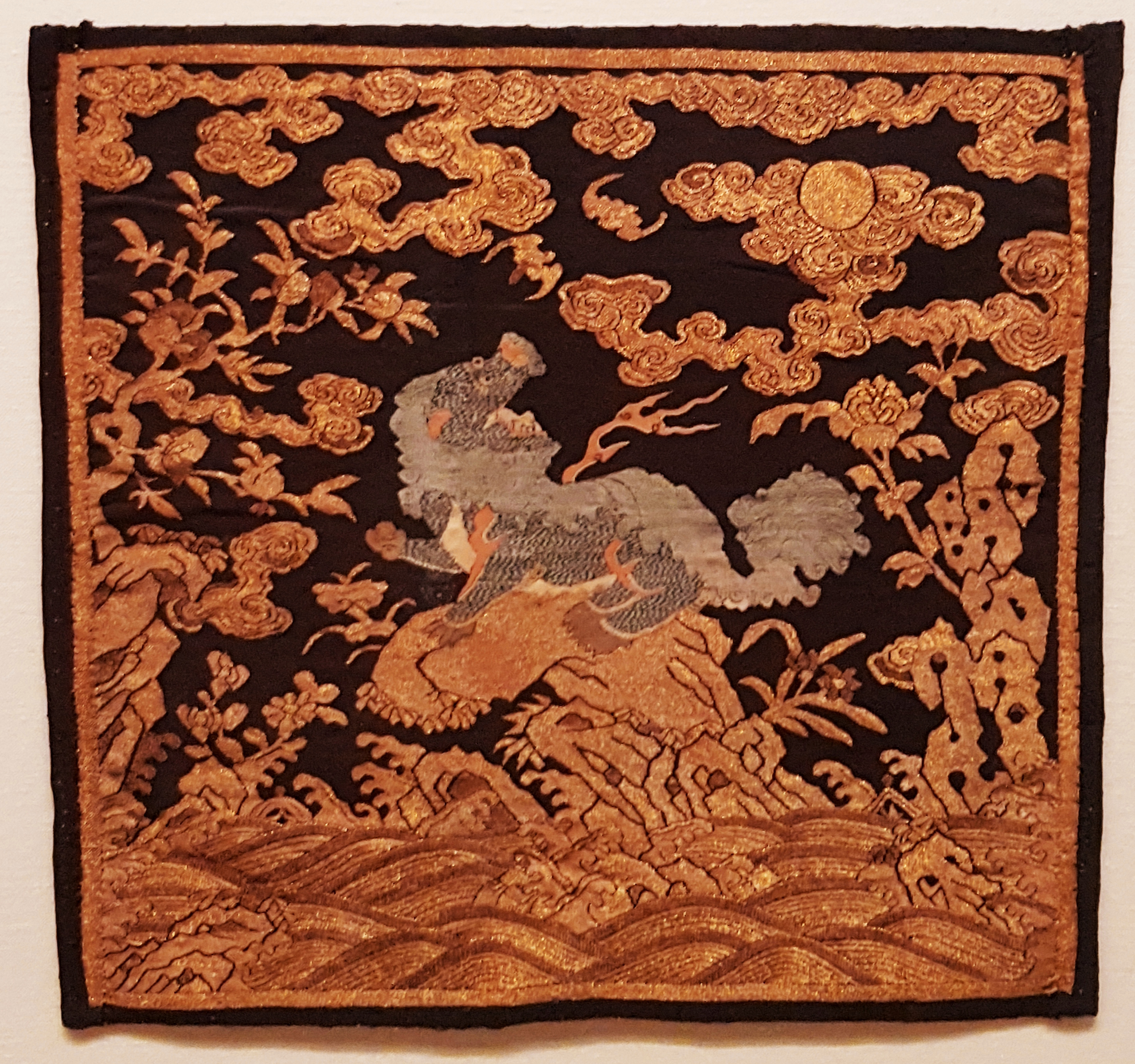
2. Militär-Rang (Löwendarstellung), spätes 18. Jhdt.

Zwischen dem Ming- und dem Qing-Stil der Abzeichen gab es einen einschneidenden Unterschied: die Qing-Abzeichen waren kleiner und mit Zierrand versehen.
Bezüglich des Ranges hatten die chinesischen Adeligen der Qing-Dynastie ihre jeweiligen offiziellen Gewänder.
Die Prinzen am Hof trugen für gewöhnlich schwarze Roben und hatten vier kreisförmige Abbilder, eins auf jeder Schulter sowie der Vorder- und Rückseite. Diese waren mit Drachen geschmückt, die sich je nach Rang unterschiedlich dargestellt wurden. So verwendeten die Prinzen von Geblüt vier Drachen mit fünf Krallen an jeder Tatze, die nach vorne gerichtet waren. Die Söhne kaiserlicher Prinzen hingegen kennzeichneten zwei zur Seite blickende Drachen mit vier Krallen. Diese Drachen wurden als Lindwürmer oder „Mächtige Riesenschlangen“ (chinesisch 巨蟒, Pinyin jù-mǎng) bezeichnet.
Nationale Führer, Generäle, Herzöge, Markgrafen und Grafen hatten zwei nach vorne blickende Drachen mit vier Klauen auf quadratischen Designs. Währenddessen trugen Vicomte und Baron Kraniche und Kragenfasane, wie die Mandarine 1. und 2. Klasse.
Der Vorsitzende des Zensorats (chinesisch 都御史, Pinyin dūyùshǐ) verwendete das chinesische Fabeltier Xiezhi (chinesisch 獬豸, Pinyin Xièzhì; koreanisch 해태, haetae) als Rangabzeichen auf seinem Mandarintuch.
Musiker verwendeten den Pirol.
Wegen der hohen Kosten der Seidenweberei blieb dieses Material den oberen Rängen vorbehalten. Spätestens seit 1600 wurden die allermeisten Abzeichen gestickt. Während der Mandschu-Herrschaft blieb es dabei.

## Ränge
Die anfänglich gewählten Tiere weichen kaum von denen ab, die am Ende der Qing-Dynastie verwendet wurden. Die Tabellen zeigen die Entwicklung auf.

### Militärgeneräle
| Rang | Ming (1391–1526)   | Ming und Qing (1527–1662) | Späte Qing (1662–1911) |
| ---- | ------------------ | ------------------------- | ---------------------- |
| 1    | Löwe               | Löwe                      | Qilin (nach 1662)      |
| 2    | Löwe               | Löwe                      | Löwe                   |
| 3    | Tiger oder Leopard | Tiger                     | Leopard (nach 1664)    |
| 4    | Tiger oder Leopard | Leopard                   | Tiger (nach 1664)      |
| 5    | Bär                | Bär                       | Bär                    |
| 6    | Panther            | Panther                   | Panther                |
| 7    | Panther            | Panther                   | Nashorn (nach 1759)    |
| 8    | Nashorn            | Nashorn                   | Nashorn                |
| 9    | Nashorn            | See-Pferd                 | See-Pferd              |

Quelle:

### Zivilbeamte

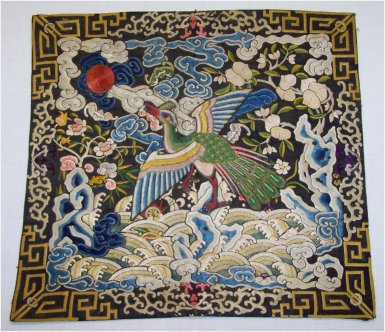
3. Zivilrang (Pfau). Spätes 19. Jh./frühes 20. Jh.

Typisch für die Abzeichen der Mandschu-Dynastie wurde, dass das jeweilige Tier zur in die Ecke eingearbeiteten Sonne blickte. Die Hauptfrauen von Beamten waren ebenfalls berechtigt das Abzeichen zu tragen. Ab dem späten 17. Jahrhundert wurde es üblich, diese spiegelbildlich auszuführen, sodass wenn Mann und Frau nebeneinandersaßen die jeweiligen Tiere sich anblickten.
1723 und 1730 wurde bestimmt, dass Beamte, die mehr als ein Amt innehatten nur das Abzeichen des höheren zu tragen hatten. Zeitweilig hatten einige Amtsträger kombinierte Abzeichen entworfen. Es gab keine standardisierte Vorgaben wie genau die abgebildeten Tiere darzustellen waren, sodass sich auch Varianten finden, die einem höheren Rang zum Verwechseln ähnlich sehen, besonders als die zur Ming-Zeit verordnete eindeutige Hintergrundfarbe immer weniger genutzt wurde.
Auch Personen, die ihren Rang durch (steuerbefreienden) Ämterkauf erwarben, was nach 1840 immer häufiger vorkam, durften Mandarintücher anlegen.
| Rang | Ming (1391–1526)                                  | Ming und Qing (1527–1662) | Späte Qing (1662–1911)        |
| ---- | ------------------------------------------------- | ------------------------- | ----------------------------- |
| 1    | Kranich oder Kragenfasan                          | Kranich                   | Kranich                       |
| 2    | Kranich oder Kragenfasan                          | Kragenfasan               | Kragenfasan                   |
| 3    | Pfau oder Graugans                                | Pfau                      | Pfau                          |
| 4    | Pfau oder Graugans                                | Graugans                  | Graugans                      |
| 5    | Silberfasan                                       | Silberfasan               | Silberfasan                   |
| 6    | Reiher oder Mandarinente                          | Reiher                    | Reiher                        |
| 7    | Reiher oder Mandarinente                          | Mandarinente              | Mandarinente                  |
| 8    | Pirol, Wachtel oder Asiatischer Paradiesschnäpper | Pirol                     | Wachtel                       |
| 9    | Pirol, Wachtel oder Asiatischer Paradiesschnäpper | Wachtel                   | Asiatischer Paradiesschnäpper |

Quelle: